# Tramlijn Leiden Noordeinde - Den Haag
De tramlijn Leiden Noordeinde - Den Haag was een stoomtram op kaapspoor van 18 kilometer, die werd aangelegd vanaf 1882 door de IJsel Stoomtramweg-Maatschappij. Hoewel deze lijn niet bij de IJssel kwam.

## Geschiedenis
De lijn werd vanaf Leiden in gedeeltes geopend. Van Leiden Haagweg tot Voorschoten op 7 december 1882, van Voorschoten naar Leidschendam op 10 augustus 1883, Van Leidschendam naar Wijkerbrug op 14 juni 1884, van Wijkerbrug naar Voorburg op 16 juli 1884 en van Voorburg naar Den Haag SS op 20 juni 1885. Van 1883 tot 1893 kende de lijn een weinig succesvolle zijtak van Voorschoten Dorp via station Voorschoten naar Wassenaar (ca. 4 km), waar het eindpunt gesitueerd was aan de Kerkdam, nabij de korenmolen.
In 1893 werd de IJSM overgenomen door de Maatschappij tot Exploitatie van Tramwegen (MET), die op 6 september 1890 al de exploitatie van de stoomtramlijn van de noodlijdende IJSM had overgenomen. In 1902 werd de tramlijn in Leiden ca. 400 meter doorgetrokken tot het Noordeinde (hoek Weddesteeg). Vanaf 1908 bood de tram bij Voorburg Viaduct een overstapmogelijkheid op de eerste elektrische spoorlijn van Nederland: de Hofpleinlijn van de ZHESM.
De MET voerde in de periode 1905-1920 een verbeten strijd met de HTM over de elektrificatie van het traject Den Haag – Voorburg. Meerdere malen dreigde de HTM een eigen lijn naar Voorburg (waarvoor ook al een lijnnummer was gereserveerd, namelijk 18) op te gaan zetten, als concurrent van de MET-stoomtramlijn. Daar is het toen echter niet van gekomen. De meerderheidsaandeelhouder van de MET was namelijk de Noord-Zuid-Hollandsche Stoomtramweg-Maatschappij (NZHSTM), die zelf sinds 1906 dochter van de HIJSM was en dus ook in 1921 in het NS-concern was gekomen. 
In 1924 werd de stoomtramlijn gesloten en kwam de nieuwe geëlektrificeerde tramlijn Leiden - Scheveningen op normaalspoor in gebruik via een iets andere route waar ook de voormalige tramlijn Den Haag NRS - Scheveningen onderdeel van uitmaakte.

## Route
Voor de verlenging in 1902 lag het beginpunt in Leiden op de Haagweg, ter hoogte van de Ambachtsschool, net voor de kruising met de spoorlijn Woerden - Leiden. Via de buurtschap De Vink en de Leidseweg liep de lijn naar Voorschoten en Veur (het tegenwoordige Leidschendam) naar Voorburg Dorp; via de Laan van Nieuw Oosteinde en de Schenk en de Schenkweg liep de lijn naar de Bezuidenhoutseweg en het spoorwegstation Den Haag Staatsspoor. 